# Direitos linguísticos
Os direitos linguísticos são os direitos humanos e civis relativos ao direito individual e coletivo de escolher a língua ou línguas para comunicação em ambiente privado ou público. Outros parâmetros para analisar os direitos linguísticos incluem o grau de territorialidade, a quantidade de positividade, a orientação em termos de assimilação ou manutenção e a abertura.
Os direitos linguísticos incluem, entre outros, o direito à própria língua em atos jurídicos, administrativos e judiciais, ao ensino de línguas e à comunicação social numa língua compreendida e livremente escolhida pelos interessados. No direito internacional são geralmente tratados no quadro mais amplo dos direitos culturais e educacionais.
Documentos importantes para os direitos linguísticos incluem a Declaração Universal dos Direitos Linguísticos (1996), a Carta Europeia das Línguas Regionais ou Minoritárias (1992), a Convenção Internacional sobre os Direitos da Criança (1989) e a Convenção-Quadro para a Proteção das Minorias Nacionais (1988), bem como a Convenção contra a Discriminação na Educação e o Pacto Internacional dos Direitos Civis e Políticos (1966).

## História
Os direitos linguísticos tornaram-se cada vez mais proeminentes ao longo da história, à medida que a língua passou a ser cada vez mais vista como parte da nação. Embora as políticas e a legislação que envolvem a língua tenham estado em vigor no início da história europeia, estes eram frequentemente casos em que uma língua era imposta às pessoas enquanto outras línguas ou dialetos eram negligenciados. A maior parte da literatura inicial sobre direitos linguísticos veio de países onde as divisões linguísticas e/ou nacionais baseadas na diversidade linguística fizeram com que os direitos linguísticos desempenhassem um papel vital na manutenção da estabilidade. No entanto, foi só na década de 1900 que os direitos linguísticos ganharam estatuto oficial na política e nos acordos internacionais.
Os direitos linguísticos foram incluídos pela primeira vez como um direito humano internacional na Declaração Universal dos Direitos Humanos em 1948. Os direitos linguísticos formais baseados em tratados preocupam-se principalmente com os direitos das minorias. A história de tais direitos linguísticos pode ser dividida em cinco fases.
1. Pré-1815. Os direitos linguísticos são abrangidos por acordos bilaterais, mas não por tratados internacionais, por exemplo, o Tratado de Lausanne (1923).
2. Ata Final do Congresso de Viena (1815). A conclusão da construção do império de Napoleão I foi assinada por sete grandes potências europeias. Concedeu o direito de usar o polonês aos poloneses em Poznan, juntamente com o alemão, para negócios oficiais. Além disso, algumas constituições nacionais protegem os direitos linguísticos das minorias nacionais, por exemplo, a Lei Constitucional Austríaca de 1867 concede às minorias étnicas o direito de desenvolver a sua nacionalidade e língua.
3. Entre a Primeira Guerra Mundial e a Segunda Guerra Mundial. Sob a égide da Sociedade das Nações, os tratados de paz e as principais convenções multilaterais e internacionais continham cláusulas que protegiam as minorias na Europa Central e Oriental, por exemplo, o direito ao uso privado de qualquer língua e a provisão para instrução nas escolas primárias através da própria língua. [8] Muitas constituições nacionais seguiram esta tendência. Mas nem todos os signatários concederam direitos a grupos minoritários dentro das suas próprias fronteiras, como o Reino Unido, a França e os Estados Unidos. Os tratados também previam o direito de reclamação à Sociedade das Nações e ao Tribunal Internacional de Justiça.
4. 1945–1970. A legislação internacional para a proteção dos direitos humanos foi adotada no âmbito da infraestrutura das Nações Unidas. Principalmente pelos direitos individuais e direitos coletivos dos grupos oprimidos pela autodeterminação.
5. No início da década de 1970, houve um interesse renovado nos direitos das minorias, incluindo os direitos linguísticos das minorias. Por exemplo, a Declaração das Nações Unidas sobre os direitos das pessoas pertencentes a minorias nacionais ou étnicas, religiosas e linguísticas.